# Ingolstadt Nordost
Ingolstadt Nordost ist ein Stadtbezirk der oberbayerischen Stadt Ingolstadt. Er liegt nördlich der Donau. Mit 473,8 Hektar ist er flächenmäßig der drittkleinste der zwölf Stadtbezirke. Zum 31. Dezember 2018 lag die Einwohnerzahl bei 20.570, womit er der einwohnerstärkste Stadtbezirk ist.
Der Stadtbezirk umfasst folgende Unterbezirke:
- Schlachthofviertel (31)
- Josefsviertel (32)
- Gewerbegebiet Nord (33)
- Am Wasserwerk (34)
- Schubert-&-Salzer-Bezirk (35)
- Konradviertel (36)